# Inquisitor solomonensis
Inquisitor solomonensis é uma espécie de gastrópode do gênero Inquisitor, pertencente a família Pseudomelatomidae.